# Křemenec

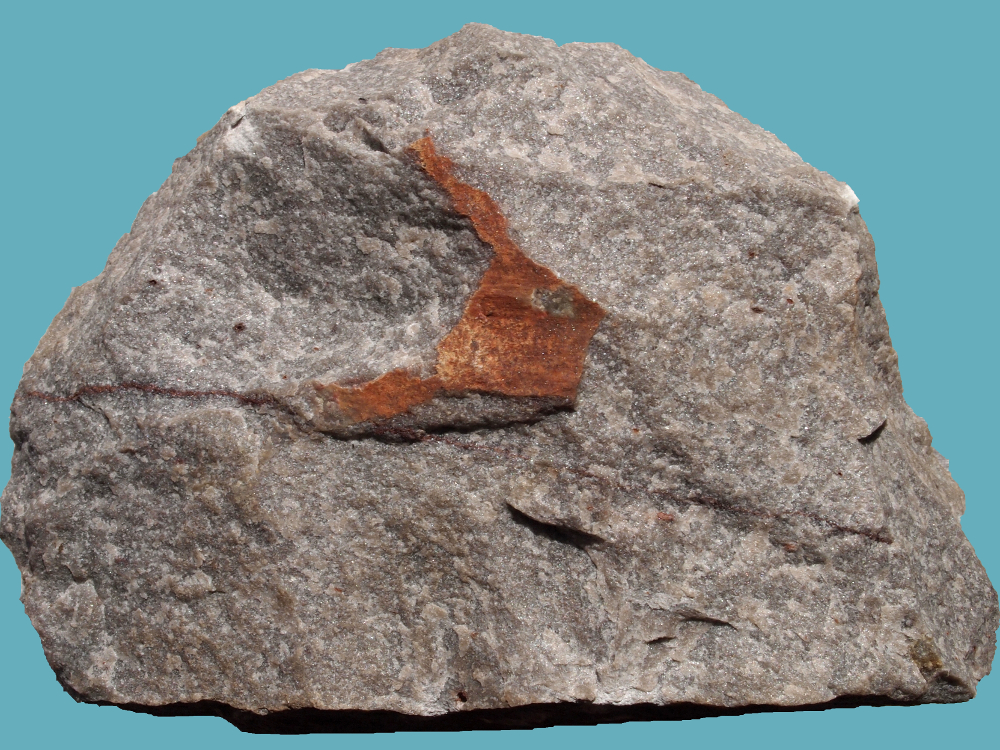
Křemenec (Řevnice)

Křemence jsou usazené horniny, které vznikly z původních písků nebo pískovců jejich prokřemeněním (silicifikací) a pevným propojením zrn. Jsou to většinou horniny jemnozrnné až makroskopicky celistvé s všesměrnou stavbou. Na rozdíl od pískovců jsou minimálně porézní, tvrdé, pevné a houževnaté. Mívají bělošedou, béžovou nebo narůžovělou barvu.
Křemence bývají někdy označovány jako ortokvarcity na rozdíl od metakvarcitů, které označují horniny přeměněné. Stejně tak je v Česku zažito, že při použití samotného termínu kvarcit bez dalšího přívlastku je míněna hornina přeměněná a nikoliv usazená. 

## Složení
Křemence jsou složené téměř výhradně z křemene.

## Výskyt
Křemence tvoří různě mocné vrstvy, které se často střídají s vrstvami dalších usazených hornin, například břidlic. Významně se uplatňují v barrandienském ordoviku. Druhohorní křemence známe ze Slovenska. Tzv. dinasové křemence pocházejí od Mostu a Bíliny.

## Využití
Ordovické křemence barrandienu se hojně využívaly na výrobu dlažebních kostek, zejména v Praze. Dinasové křemence se používají pro vyzdívky pecí v metalurgickém průmyslu.